# Kreis Harburg
| Basisdaten                                       | Basisdaten          |
| ------------------------------------------------ | ------------------- |
| Preußische Provinz                               | Hannover            |
| Regierungsbezirk                                 | Lüneburg            |
| Kreisstadt                                       | Harburg/Elbe        |
| Bestandszeitraum                                 | 1885–1932           |
| Fläche                                           | 780,20 km² (1910)   |
| Einwohner:                                       | 60.755 (1910)       |
| Bevölkerungsdichte:                              | 78 Einw./km² (1910) |
| Gemeinden                                        | 87 (1910)           |
| Kfz-Kennzeichen                                  |                     |
| Lage des Kreises in der Provinz Hannover (1905)  |                     |
| Lage des Kreises Harburg in der Provinz Hannover |                     |

Der Landkreis Harburg war von 1885 bis 1932 eine unter Verwaltungsbehörde und ein Kommunalverband in der preußischen Provinz Hannover. Sitz der Verwaltung war die Stadt Harburg, die selbst als Stadtkreis außerhalb des Kommunalverbands lag.

## Geschichte
Der Staat Preußen bildete mit Wirkung vom 1. April 1885 im Rahmen einer Kreisreform aus den Ämtern Harburg und Tostedt den Landkreis Harburg und aus der selbstständigen Stadt Harburg den Stadtkreis Harburg. Beide Kreise wurden dem neuen Regierungsbezirk Lüneburg zugeordnet.
Sitz des Landkreises Harburg war die Stadt Harburg im Stadtkreis Harburg. Der Landkreis gab 1888 Heimfeld und Wilstorf, 1906 Lauenbruch und 1910 Eißendorf an die Stadt Harburg ab. Am 1. September 1925 wurde außerdem die Gemeinde Wilhelmsburg als nunmehr kreisfreie Stadt aus dem Landkreis Harburg ausgegliedert und zwei Jahre später (1927) mit der Stadt Harburg zur Stadt Harburg-Wilhelmsburg verschmolzen. Zugleich wurde – da der Stadtkreis jetzt Harburg-Wilhelmsburg hieß und somit keine Verwechslungsgefahr mehr bestand – die Bezeichnung in Kreis Harburg geändert.
Am 1. August 1932 wurden der größte Teil des Kreises Harburg und der Kreis Winsen zum neuen Kreis Harburg zusammengelegt. Die Gemeinde Lauenbrück wechselte in den Kreis Rotenburg. Harburg blieb weiterhin Sitz der Kreisverwaltung.

## Landräte des Kreises Harburg
- 1. April 1885–1909: Bernhard von Goeschen
- 1909–1925: Felix Rötger
- 1925–April 1929: Hans Helferich
- April 1929–April 1931: Hans von Hoffmann
- April 1931–1. Oktober 1932: Heinrich Graf von Bernstorff[4]

## Einwohnerentwicklung

### Kreis
| Jahr      | 1890   | 1900   | 1910   | 1925   |
| --------- | ------ | ------ | ------ | ------ |
| Einwohner | 36.736 | 48.805 | 60.755 | 69.308 |

### Gemeinden
Gemeinden des Kreises Harburg (Stand 1. Dezember 1910):
| Gemeinde     | Einwohner | Gemeinde          | Einwohner | Gemeinde                         | Einwohner | Gemeinde                 | Einwohner |
| ------------ | --------- | ----------------- | --------- | -------------------------------- | --------- | ------------------------ | --------- |
| Altenwerder  | 1.925     | Finkenwerder      | 822       | Kampen                           | 258       | Otter                    | 449       |
| Appel        | 519       | Fischbeck         | 1.040     | Karoxbostel                      | 153       | Ovelgönne                | 251       |
| Ardestorf    | 79        | Fleestedt         | 488       | Kattwyk (Gutsbezirk)             | 37        | Over                     | 697       |
| Avensen      | 313       | Friesenwerdermoor | 107       | Ketzendorf                       | 160       | Regesbostel              | 332       |
| Beckedorf    | 188       | Glüsingen         | 292       | Klein Klecken                    | 320       | Rönneburg                | 805       |
| Bendestorf   | 197       | Groß Klecken      | 238       | Klein Moor                       | 70        | Rosengarten (Gutsbezirk) | 10        |
| Bötersheim   | 77        | Groß Moor         | 80        | Langenbeck                       | 374       | Schwiederstorf           | 163       |
| Buchholz     | 1.434     | Groß Totshorn     | 157       | Lauenbruch                       | **)       | Seppensen                | 203       |
| Bullenhausen | 359       | Gut Moor          | 628       | Lauenbrück                       | 472       | Sinstorf                 | 436       |
| Daensen      | 232       | Halvesbostel      | 382       | Lauenbrück (Gutsbezirk)          | 154       | Sottorf                  | 126       |
| Daerstorf    | 132       | Handorf           | 226       | Leversen                         | 242       | Sprötze                  | 380       |
| Dibbersen    | 277       | Harmstorf         | 213       | Lindhorst                        | 285       | Steinbeck                | 150       |
| Dohren       | 247       | Helmstorf         | 217       | Lohbergen (Forstort, Gutsbezirk) | 7         | Todtglüsingen            | 652       |
| Eckel        | 191       | Hittfeld          | 827       | Lüllau                           | 235       | Tostedt                  | 1.753     |
| Eddelsen     | 89        | Hollenstedt       | 834       | Marmstorf                        | 642       | Tötensen                 | 282       |
| Ehestorf     | 210       | Holm (Gutsbezirk) | 178       | Meckelfeld                       | 777       | Trelde                   | 609       |
| Eißendorf    | *)        | Hörsten           | 206       | Metzendorf                       | 179       | Vahrendorf               | 183       |
| Elstorf      | 445       | Iddensen          | 174       | Moisburg                         | 450       | Welle                    | 258       |
| Emmelndorf   | 186       | Immenbeck         | 328       | Nenndorf                         | 425       | Wenzendorf               | 387       |
| Emsen        | 224       | Itzenbüttel       | 190       | Neugraben                        | 1.217     | Wilhelmsburg             | 28.225    |
| Everstorf    | 497       | Jehrden           | 76        | Neuhof                           | ***)      | Wistedt                  | 527       |
| Eyendorf     | 163       | Jesteburg         | 649       | Neuland                          | 736       | Wulmstorf                | 348       |

* Eißendorf wurde 1910 Teil der Stadt Harburg und hatte 1895 1.266 Einwohner
** Lauenbruch wurde am 1. April 1906 Teil der Stadt Harburg und hatte 1895 746 Einwohner
*** Neuhof wurde 1910 Teil von Wilhelmsburg und hatte 1895 904 Einwohner